# Decreto Auschwitz
Il decreto Auschwitz (in tedesco Auschwitz-Erlass) è il nome con cui è meglio conosciuto il decreto del Reichsführer-SS Heinrich Himmler, emanato il 16 dicembre 1942, in cui si ordinava la deportazione dei popoli Sinti e Rom del Reich tedesco, con lo scopo di sterminarli completamente in quanto considerati minoranza, a differenza delle precedenti deportazioni individuali o collettive.

## Descrizione
Il decreto costituì la base giuridica per avviare la deportazione di 23.000 persone provenienti da quasi tutta Europa (di cui circa 13.000 solo da Germania e Austria) nel campo di sterminio di Auschwitz-Birkenau, dove le SS allestirono il cosiddetto campo zingari nella sezione B IIe.
Il decreto originale non è sopravvissuto, ma tuttavia vi si fa riferimento in una "lettera riassuntiva" segreta di Arthur Nebe inviata ai dipartimenti di investigazione criminale, datata 29 gennaio 1943:
La lettera riassuntiva titolava "Comandamento di zingari bastardi, zingari romanì e zingari balcanici in un campo di concentramento" e fu inviata, tra gli altri, al cosiddetto Dipartimento Eichmann (RSHA Referat IV B4) del Reichssicherheitshauptamt. Al momento dell'arresto, furono confiscati tutti i beni in possesso, come vestiti, generi alimentari, denaro, titoli e documenti. Dopo il trasferimento nel campo, gli uffici competenti per la registrazione dovevano essere informati della "partenza" così da correggere i registri della popolazione.
Gli ordini di deportazione furono emessi il 26 e il 28 gennaio 1943 verso la Donau- und Alpenreichsgaue e il 29 marzo 1943 verso il distretto di Bialystok, l'Alsazia, la Lorena, il Belgio, il Lussemburgo e i Paesi Bassi. Per quanto riguarda i Rom del Burgenland e i Sinti e Rom della Prussia orientale, la RKPA fece riferimento alle istruzioni emesse il 26 maggio e il 1º ottobre 1941 e il 6 luglio 1942. La fase preliminare del decreto fu l'accordo Himmler-Thierack del 18 settembre 1942 in merito alla divisione dei compiti tra le autorità naziste, concordato tra il Ministero della Giustizia del Reich (rappresentato da Thierack) e il capo della polizia (rappresentato da Himmler):
In questo modo le autorità di carceri, centri di custodia cautelare, ecc. furono istruite per trasferire i prigionieri direttamente alle SS senza alcun processo. L'intenzione di uccidere attraverso il lavoro non è mai stata presentata così apertamente in nessun altro documento ufficiale.

## Il tema della distinzione
La deportazione in conformità al decreto richiese la categorizzazione e la registrazione a livello nazionale delle persone da deportare. la distinzione nazista degli zingari verteva essenzialmente su tre differenze per chi fosse da considerare come "zingaro":
- "zingari a tutti gli effetti" e "meticci con una discendenza prevalentemente zingara" (secondo le disposizioni sul matrimonio previste dalla "Legge sulla protezione del sangue", una delle due leggi di Norimberga del 1935);
- "zingari di sangue vero" e "bastardi zingari" secondo il Centro Ricerche per l'Igiene e la Razza (in tedesco: Rassenhygienische und bevölkerungsbiologische Forschungsstelle, RHF) e il Reichskriminalpolizeiamt (RKPA), indicati collettivamente come "zingari";
- "zingari" senza ulteriori distinzioni, ad esempio nelle considerazioni di Goebbels, Bormann, Thierack.

Ciò che accomunò queste varianti fu l'interpretazione etnica e sociale della posizione ideologica razziale di base. Di conseguenza, la linea di demarcazione razziale o etnica correva tra gli "zingari di sangue vero" e i "bastardi zingari", che insieme costituirono da un lato il gruppo "di sangue straniero" degli "zingari" collettivamente considerato "asociale" e dall'altro una moltitudine di gruppi sociali principalmente sottoproletari di "asociali di sangue tedesco". In questo senso, i matrimoni tra "zingari di sangue tedesco" e "zingari di sangue vero" o "zingari meticci" erano già soggetti ad autorizzazione in seguito alle leggi di Norimberga del 1936, alla pari delle norme per il matrimonio degli ebrei.

## Il "Regolamento dall'essenza di questa razza"
L'8 dicembre 1938, Himmler annunciò in una circolare la "regolamentazione della questione zingara basata sulla natura di questa razza". Le idee della RHF e della RKPA furono decisive per la sua attuazione nei regolamenti operativi del Reich. La RHF iniziò le sue attività di registrazione nel 1937. Nel 1940, Robert Ritter ipotizzò che ci fossero 32.230 cosiddetti "zingari" nel Reich tedesco (compresi l'Austria e i Sudeti, ma esclusa l'Alsazia-Lorena). Nel novembre 1942, cioè fino a poco prima dell'emanazione del decreto Auschwitz, la RHF aveva prodotto 18.922 perizie, di cui 2.652 di queste erano per "non zingari", in quanto registrate in un archivio dei clan separato (Landfahrersippenarchiv). L'area di riferimento fu essenzialmente limitata ad alcune regioni del sud del Reich fino al 1944, quando le operazioni furono interrotte.
Un sottogruppo di "non zingari" era costituito dal popolo Jenisch, cioè coloro che "vivevano alla maniera degli zingari". La RHF non riuscì a convincere i responsabili della politica razziale e asociale nazionalsocialista "che gli jenish rappresentavano un gruppo razziale-igienico rilevante e anche una minaccia": questo spiega perché non compaiono come gruppo separato nel decreto Auschwitz e nelle sue successive disposizioni di attuazione del 29 gennaio 1943 e, di conseguenza, per quanto rimasto seppur in minima parte nel registro del "campo zingari" di Birkenau. 
La RHF e la RKPA considerarono gli "zingari" nel loro insieme come una "razza mista": la distinzione tra "zingari di sangue vero" e "zingari di sangue misto" fu giustificata pseudo-scientificamente con "quote di sangue misto" derivanti dall'ascendenza, per cui l'attaccamento dei "sangue misto" alle norme "tribali" tradizionali si era ridotto progressivamente nel corso del tempo arrivando anche all'abbandono. Il sottogruppo dei Mischlinge fu considerato particolarmente pericoloso dalla RHF, non da ultimo per la presunta "mancanza di inibizione" sessuale. La leadership delle SS fu di parere simile anche se si riferì a "zingari di sangue puro" piuttosto che a "zingari di sangue vero", con l'intenzione di collocarli in una riserva come "ariani" originali, in cui avrebbero potuto vivere una sorta di "nomadismo" arcaico,  e farne oggetti di ricerca.
Il decreto sulla "Valutazione dei rapporti razziali-biologici sulle persone zingare" del 7 agosto 1941 si differenziò più fortemente dei precedenti nei termini di razzismo etnico e abbandonò il vecchio concetto di "viaggiatore che vaga alla maniera degli zingari". Distingueva tra "zingari a pieno titolo o zingari di sangue vero", "zingari meticci con sangue prevalentemente zingaro" (1º grado, 2º grado), "zingari meticci con sangue prevalentemente tedesco" e "non zingari" (in questo ultimo caso la persona è già o è considerata di sangue tedesco). Questa distinzione fu la base di partenza per le liste della RHF, in base alle quali le autorità regionali e locali considerarono le decisioni di selezione a partire dalla primavera del 1943.
La stragrande maggioranza degli "zingari" fu classificata dalla RHF come "meticci", nella misura in cui gli "zingari di sangue misto con sangue prevalentemente tedesco" potevano essere classificati come "non zingari", una riunione congiunta di RHF, RKPA e RSHA a metà gennaio 1943, stabilì che dovevano essere considerati "persone di sangue tedesco assimilabili alla polizia", ma comunque soggetti a sterilizzazione.
Sebbene il decreto Auschwitz fosse stato emanato nel contesto generale della politica razziale e dell'igiene nazionalsocialista, la tempistica si riferì a un ulteriore scenario: l'aumento dell'utilizzo dei prigionieri dei campi di concentramento per la manodopera nell'industria, motivo per cui il numero di prigionieri doveva essere necessariamente aumentato.

## Le disposizioni di esenzione
La lettera del 29 gennaio 1943 prevedeva l'esclusione dalla deportazione di alcuni specifici gruppi, tutte le altre misure di persecuzione imposte agli "zingari" rimasero in vigore. Così come i "non zingari" erano già stati esclusi dallo stesso decreto, gli "zingari di sangue vero" o gli "zingari meticci" classificati come membri dei Sinti e dei Lalleri furono esclusi dall'applicazione del decreto. Il numero di "capi zingari" nominati dalla RKPA che furono esentati dalla deportazione ad Auschwitz in questo modo divenne "irrisorio", ammontando a "meno dell'uno per cento" delle circa 30.000 persone che vivevano nel Reich all'inizio della guerra.
Tra gli altri gruppi particolari citati nella lettera riassuntiva vi erano le persone sposate di "sangue tedesco", i soldati della Wehrmacht, gli invalidi di guerra, i congedati con distinzione dalla Wehrmacht, i "bastardi zingari socialmente adattati" e quelli designati dagli uffici del lavoro o dagli ispettorati degli armamenti come lavoratori essenziali per l'industria della difesa. Le disposizioni particolari offrivano alle autorità statali e alla Wehrmacht un notevole margine di manovra, possibilità utilizzata in modi molto diversi.
Lo Schnellbrief prevedeva che fossero resi sterili, ad eccezione dei "purosangue" e dei "buoni meticci nel senso di zingari".

## La selezione e l'espulsione
La destinazione designata fu il campo di sterminio di Auschwitz II a Birkenau, dove il "campo zingari" fu allestito come area separata nella sezione B IIe del campo: il primo trasporto vi arrivò il 26 febbraio 1943 con circa 18000 persone. Alla fine del luglio 1944, circa 23.000 persone furono trasferite nel campo come famiglie "il più possibile unite", in conformità alla lettera riassuntiva del 29 gennaio 1943.
Furono soprattutto le autorità locali e regionali a stabilire la composizione delle liste per il trasporto. Le opinioni degli esperti della RHF, nella misura in cui erano disponibili, costituirono la linea guida. Gli studi locali, insieme alle dichiarazioni di Rudolf Höß e degli altri responsabili, dimostrano che le norme sui gruppi di casi eccezionali furono rispettate solo in misura limitata: da questo ne deriva che il grado di sangue misto non aveva alcuna particolare rilevanza per l'ammissione nel campo di Auschwitz. Furono internati centinaia di soldati, compresi gli invalidi di guerra e i soldati decorati. Dalla piccola città di Berleburg furono deportate 134 persone da considerarsi "socialmente adattate" e che loro stessi non si consideravano "zingari" dopo 200 anni di sedentarizzazione quasi senza eccezioni. Poiché l'autovalutazione delle persone colpite non rappresentò un criterio di selezione, si presume che sia stato deportato anche un numero esiguo ma comunque indeterminato, di non Sinti e non Rom che furono classificati come "zingari di razza mista" per i loro legami familiari con altri Sinti e Rom.
«In totale, circa 15.000 persone provenienti dalla Germania furono uccise come "zingari" o "zingari meticci" tra il 1938 e il 1945», di cui circa 10.500 furono uccise ad Auschwitz-Birkenau.

## Risarcimento e ricordo
Secondo una sentenza della Corte federale di giustizia (BGH) del 7 gennaio 1956, i perseguitati avevano diritto all'indennizzo ai sensi della Legge federale sugli indennizzi (BEG) solo per il periodo a partire dal 1º marzo 1943, data di entrata in vigore del decreto Auschwitz.
In conformità con la letteratura prevalente all'epoca, la Corte stabilì che la campagna di reinsediamento di Sinti e Rom nel Governatorato Generale, in particolare, non era stata condotta esclusivamente per motivi di politica razziale dai governanti nazisti, ma sulla base di una lettera riassuntiva del Reichsführer-SS del 27 aprile 1940. La Corte federale di giustizia (BGH) ribaltò questa giurisprudenza nel 1963 sulla base delle più recenti analisi storiche e dei cambiamenti del clima sociale e nell'affrontare il passato nazionalsocialista.
Per commemorare la sentenza, l'artista Gunter Demnig, in collaborazione con l'associazione Rom e. V., pose una pietra d'inciampo sul marciapiede davanti al municipio storico di Colonia il 16 dicembre 1992, nel 50º anniversario del decreto. Sulla pietra si possono leggere le prime righe della lettera che cita il decreto. Con questa pietra, Demnig intervenne nel dibattito sul diritto dei Rom fuggiti dalla Jugoslavia di rimanere in Germania.